# Гадимов, Юсиф Ислам оглы
Юсиф Ислам оглы Гадимов или Юзеф Кадымов (азерб. Yuzef Qədimov, 7 января 1928 — 8 января 2012, Баку)  — советский, азербайджанский инженер, архитектор, член Международной архитектурной академии Восточных стран, заслуженный архитектор Азербайджанской Республики(2007).

## Биография
Юсиф Ислам оглы Гадимов родился 7 января 1928 года. Окончил Московский архитектурный институт в 1953 году. С того же года он приступил к работе в Азербайджанском государственном проектном институте на должностях архитектора и главного архитектора.
С 1984 по 1989 год Юсиф Ислам оглы Гадимов работал главным архитектором в Институте проектирования жилых домов в Баку («Бакшехерпроект»). В этот период он был автором проектов таких объектов, как спортивно-концертный комплекс имени Гейдара Алиева, здание Министерства национальной безопасности Азербайджана, здание Архива партии и Института истории партии Азербайджана, здание Нефтяного районного партийного комитета, Дом актера, а также проектировал станцию метро «БакСовет» (ныне станция метро «Ичери Шехер»).
Кроме того, он является автором памятников Джафара Джаббарлы и Гусейна Джавида,Наримана Нариманова в Баку, надгробного памятника Натаван в Агдаме, памятника Вагифу в Шуше и памятника Видади в селе Шихлы района Газах.
25 декабря 2007 года Юсиф Гадимов был удостоен почетного звания Заслуженный архитектор Азербайджана по указу Президента Азербайджанской Республики.
Юсиф Гадимов скончался 8 января 2012 года в возрасте 84 лет.

## Награды
- Заслуженный архитектор Азербайджанской Республики (2007)
- Орден «Слава» (2000)